# فریوریک عمر
فریوریک عمر (به انگلیسی: Friðrik Ómar) (زاده ۴ اکتبر ۱۹۸۱) خواننده ایسلندی است.
او همراه با رجینا اوسک و به عنوان اعضا گروه یوروباندیو نماینده ایسلند در مسابقه آواز یوروویژن ۲۰۰۸ بود.